# Escher Wyss

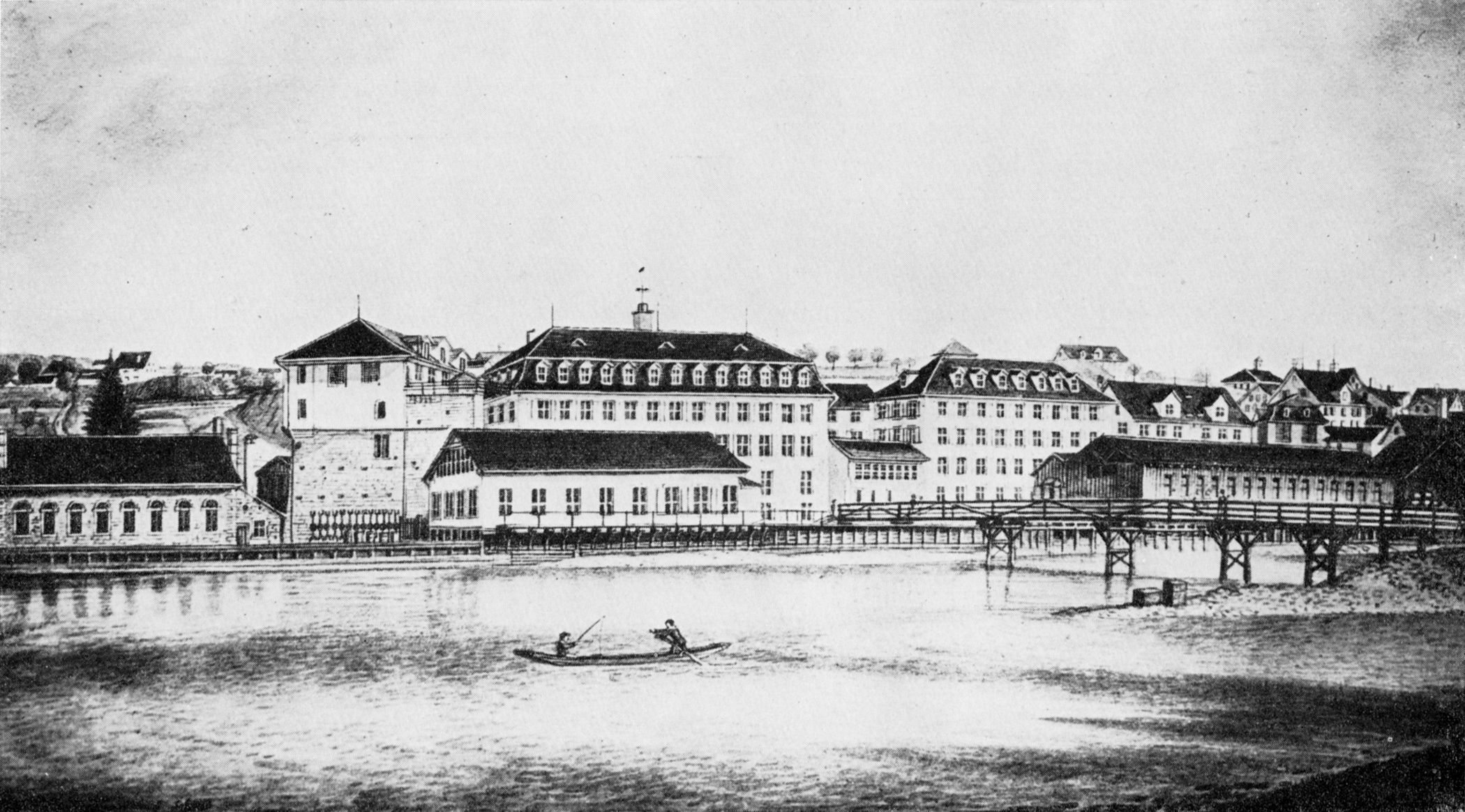
Escher-Wyss fabriker vid Neumühlequai runt 1860.

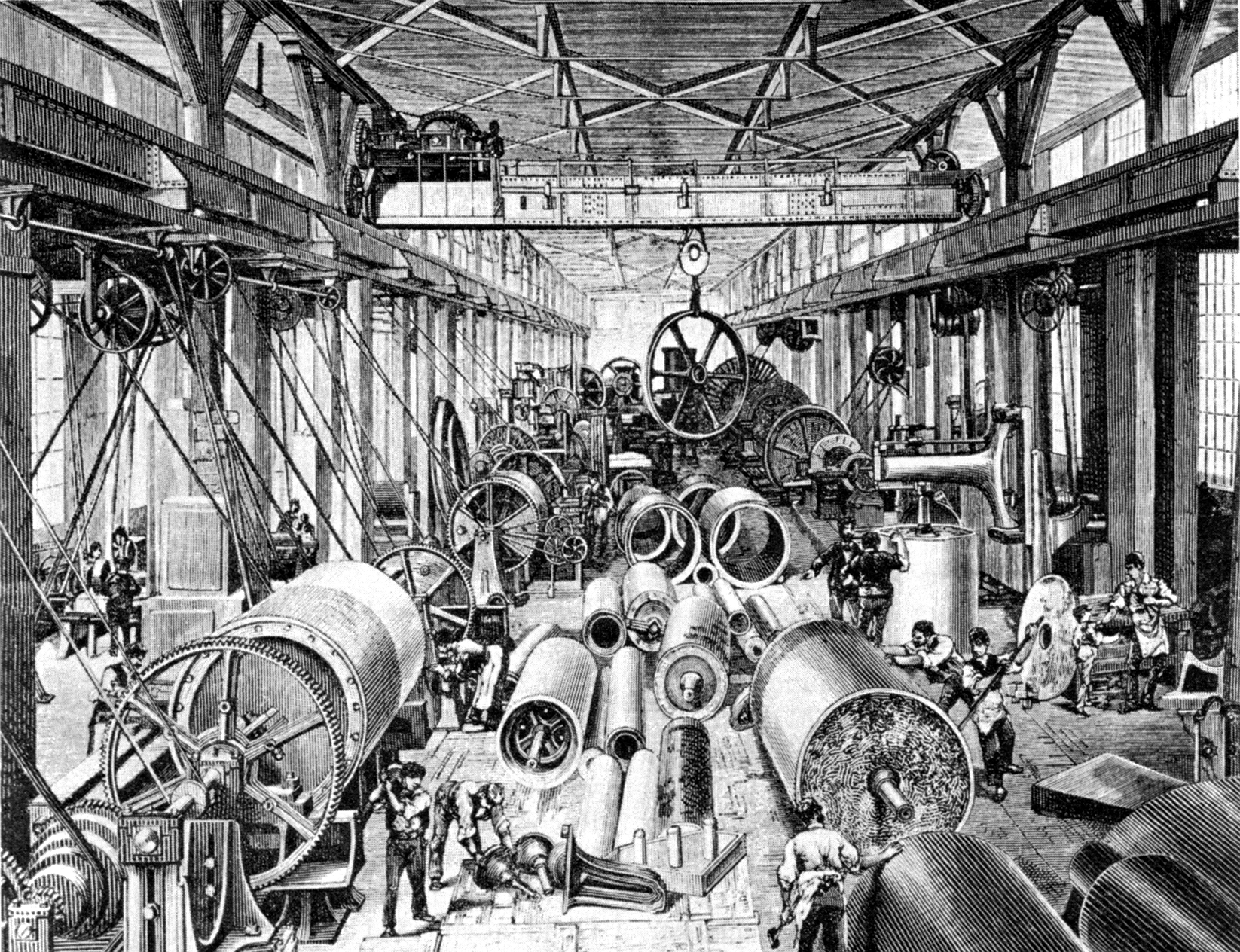
Maskinhallen i Escher Wyss fabrik.

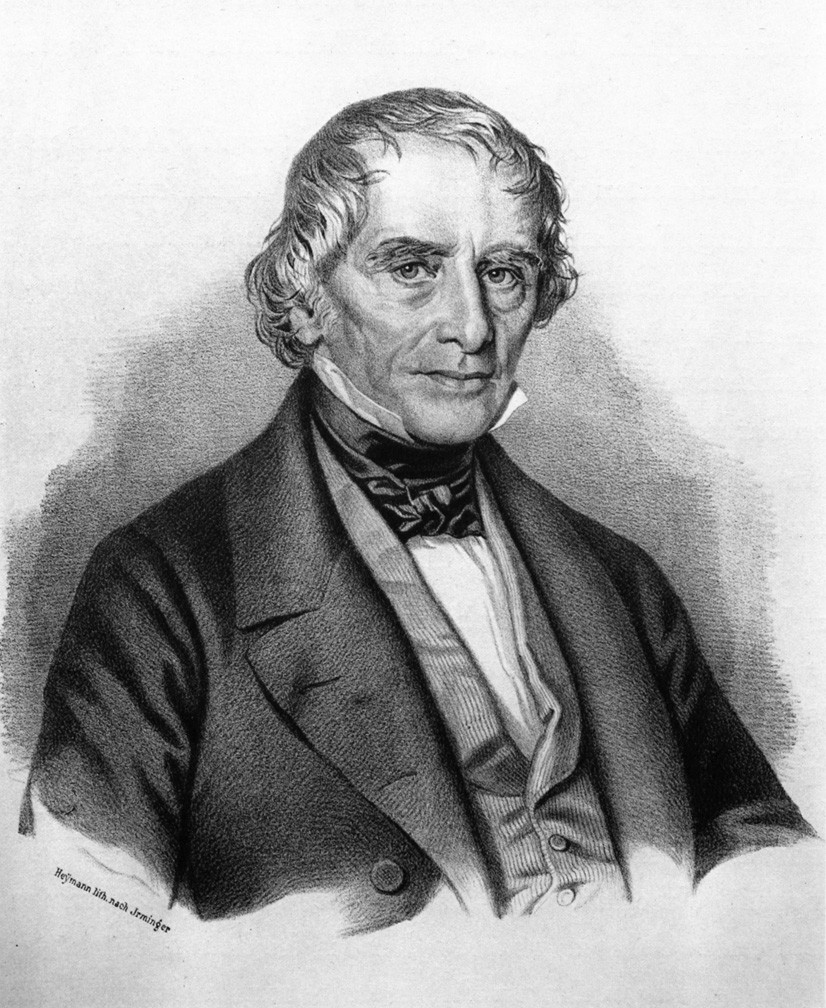
Hans Caspar Escher, en av grundarna till Escher Wyss.

Escher Wyss AG, tidigare Escher, Wyss & Cie., var ett schweiziskt industriföretag med huvudsaklig verksamhet inom maskin- och turbinproduktion. Företaget hade sitt säte i Zürich. 1969 togs Escher Wyss över av Sulzer AG.

## Historik
Företaget Escher, Wyss & Cie. grundades 1805 av Hans Caspar Escher och Salomon von Wyss i Zürich under firmanamnet Baumwollspinnerei Escher Wyss & Co och med verksamhet som spinneri.
Företaget tillverkade egna spinnmaskiner och utrustning för att driva dessa med vattenkraft. Detta ledde senare till produktion av olika textilmaskiner, pappersmaskiner, vattenhjul, vattenturbiner, pumpar och kraftöverföringsmaskineri. Senare utökades verksamheten till skeppsbyggnad och tillverkning av ångmaskiner, ångfartyg och ånglokomotiv.